# Dennis Lehane
Dennis Lehane (født 1965) er en amerikansk forfatter. Han har bl.a. skrevet bestselleren Mystic River, der er blevet filmatiseret af Clint Eastwood.
Dennis Lehane blev tildelt The Barry Award 2002 i kategorien Bedste roman for romanen Mystic River